# Rue Ferrand
Pour les articles homonymes, voir Ferrand.
La  rue Ferrand  est une voie de la commune de Reims, située au sein du département de la Marne, en région Grand Est.

## Situation et accès
Elle relie la place Brouette à la rue Jamin.

## Origine du nom
Le nom de la voie fait référence à Jean François Xavier Ferrand, homme politique français qui y habita au numéro 6.

## Historique
Ancienne rue de la Barre, elle change de nom en 1985.